# Hu Zhengyan
Dans ce nom, le nom de famille, Hu, précède le nom personnel Zhengyan.
Hu Zhengyan (chinois simplifié : 胡正言), né vers 1584 et mort en 1674, est un artiste, graveur et éditeur chinois. Il a travaillé dans la calligraphie, la peinture traditionnelle chinoise et les sceaux, mais est principalement un éditeur et producteur de textes académiques.
Hu a vécu à Nankin pendant la période de la transition de la Dynastie Ming à la Dynastie Qing. Loyaliste Ming, il s'est vu offrir un poste à la cour-croupion de l'empereur Hongguang des Ming du Sud, mais il l'a refusé et, durant toute sa carrière, il n'a occupé que des postes politiques mineurs. Il a cependant conçu le sceau personnel de l'empereur Hongguang, et sa loyauté envers la dynastie était telle qu'il s'est pratiquement retiré de la société après la capture de l'empereur par les Qing et sa mort en 1645. Il possédait et exploitait une maison d'édition académique appelée l'Atelier des Dix Bambous, dans laquelle il pratiquait diverses techniques d'impression en couleur avec des blocs de bois et d'embossage. Il employait plusieurs membres de sa famille dans cette entreprise. Le travail de Hu dans l'Atelier des Dix Bambous a ouvert la voie à de nouvelles techniques d'impression couleur, conduisant à des dégradés de couleurs délicats qui n'étaient pas réalisables auparavant avec cette forme d'art.
Hu est surtout connu pour son manuel de peinture intitulé Le Manuel de peinture et de calligraphie de l'Atelier des Dix Bambous. Il s'agit d'un manuel d'initiation à la peinture et à la calligraphie qui a été ré-imprimé continuellement pendant environ 200 ans. Son atelier a également publié des catalogues de sceaux, des textes académiques et médicaux, des livres sur la poésie et des papiers d'écriture décoratifs. Beaucoup d'entre eux ont été édités et préfacés par Hu et ses frères.

## Biographie

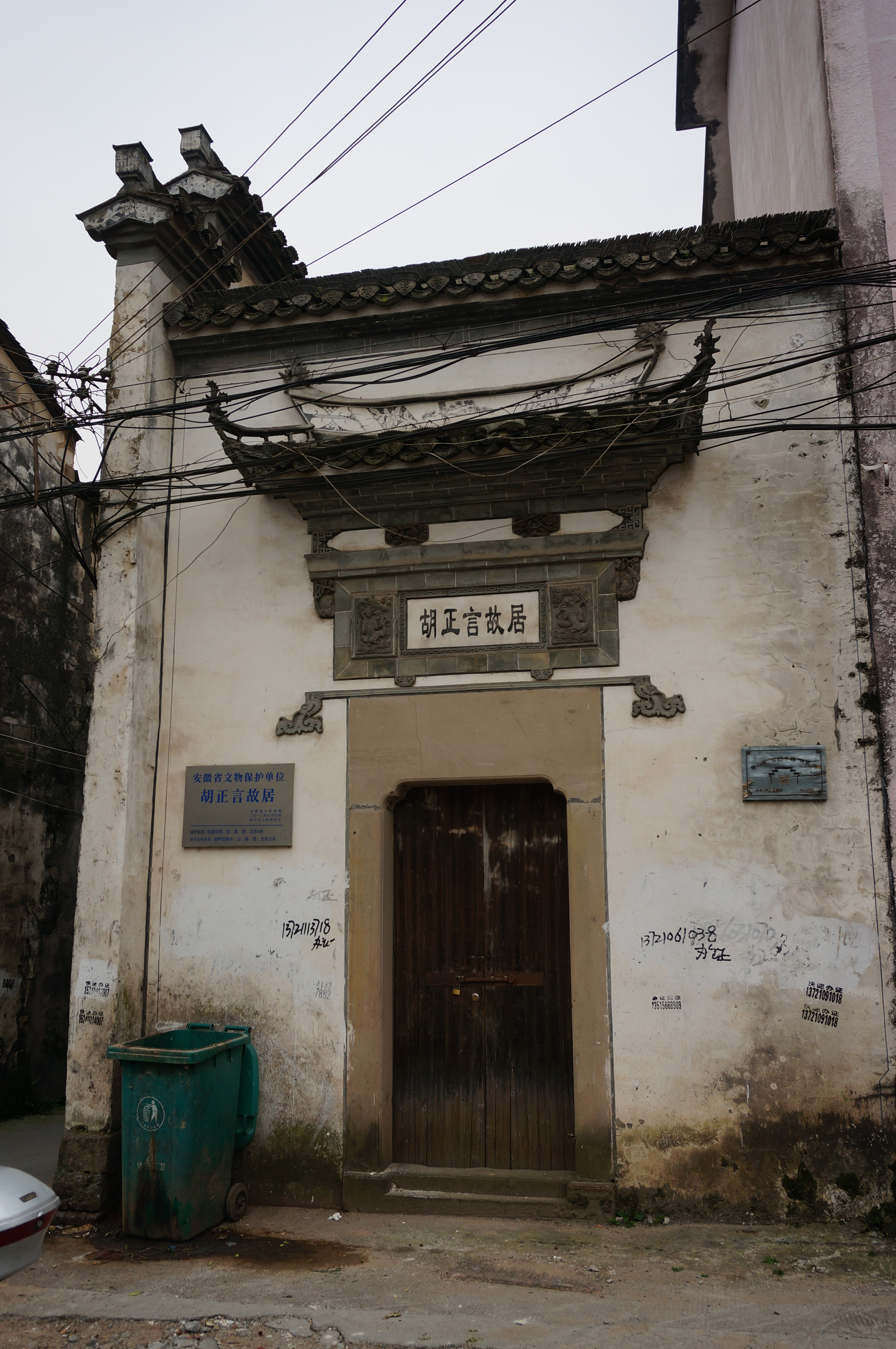
L'ancienne résidence de Hu à Xiuning.

Hu est né dans le Xian de Xiuning, dans la province d'Anhui, en 1584 ou au début de 1585. Son père et son frère aîné Zhengxin (chinois traditionnel : 正心, nom d'artiste Wusuo, chinois traditionnel : 無所) étaient tous deux des médecins exerçant dans les régions des villes de Lu'an et Huoshan. Une fois arrivé à l'âge de 30 ans, Hu les suit dans leurs déplacements professionnels. Dans les biographies de Zhengyan, on trouve régulièrement des passages indiquant qu'il a également pratiqué la médecine à cette époque, mais cette affirmation est à prendre avec méfiance, car les sources les plus anciennes à mentionner cette pratique datent de la deuxième moitié du XIXe siècle.
En 1619, Hu s'installe à Nankin, où il vit avec sa femme Wu. Leur maison se situe sur Jilongshan (chinois traditionnel : 雞籠山), une colline située juste à l'intérieur du mur nord de la ville, qui est maintenant aussi connue sous le nom de Beiji Ge. À l'époque, elle sert de lieu de rencontre pour des artistes aux vues similaires. Hu nomme sa résidence Shizhuzhai (chinois traditionnel : 十竹齋), soit l'Atelier des Dix Bambous, en référence aux dix plants de bambou qui poussent alors devant la propriété,. Elle sert de siège social à son imprimerie, où il emploie dix artisans dont ses deux frères Zhengxin et Zhengxing (chinois traditionnel : 正行, nom d'artiste : Zizhu chinois traditionnel : 子著) et ses fils Qipu (chinois traditionnel : 其樸) et Qiyi (chinois traditionnel : 其毅, Prénom social : chinois traditionnel : 致果).
Du vivant de Hu, la Dynastie Ming, qui gouvernait la Chine depuis plus de 250 ans, est renversée et remplacée par la dernière dynastie impériale chinoise, les Qing. Après la chute de Pékin, la capitale, en 1644, des survivants de la famille impériale et quelques ministres établissent un régime loyaliste Ming à Nankin, dirigé par Zhu Yousong (en), qui monte sur le trône sous le nom d'empereur Hongguang. Hu est alors connu pour ses talents en sculpture de sceau et sa facilité à écrire en utilisant le style sigillaire dit petit sceau (小篆 xiǎozhuàn). Lorsque Zhu monte sur le trône, il crée un sceau pour le nouvel Empereur. Son œuvre est tellement appréciée que la Cour impériale lui offre le poste de Rédacteur pour le Secrétariat (zhongshu sheren chinois traditionnel : 中書舍人) comme récompense, mais il refuse cette offre, bien qu'il se soit accordé le titre de zhongshu sheren dans certains de ses sceaux personnels.
Selon l'ouvrage de Wen Ruilin intitulé L'Histoire perdue du Sud (Nanjiang Yishi, chinois traditionnel : 南疆繹史), avant l'invasion de Nankin par les troupes des Qing, Hu a étudié à l'université de Nankin et, alors qu'il était encore étudiant, il a été recruté par le ministère des Rites pour enregistrer les proclamations officielles. Dans le cadre de son travail, il a compilé la Promotion impériale de l'apprentissage mineur (Qin Ban Xiaoxue, chinois traditionnel : 御頒小學) et le Record of Displayed Loyalty (Biaozhong Ji, chinois traditionnel : 表忠記). En conséquence, il est promu au ministère du Personnel et est admis à l'Académie Hanlin mais, avant qu'il ne puisse profiter cette nomination, Pékin tombe entre les mains des Qing. Comme les biographies datant de l'époque de Hu ne font aucune mention de ces événements et que l'œuvre de Wen n'a pas été publiée avant 1830, un certain nombre d'historiens pensent que ce passage de la vie de l'artiste a été fabriqué de toutes pièces après la mort de celui-ci.
Hu s'est retiré de la vie publique et s'est mis à vivre en reclus en 1646, après la fin de la dynastie Ming. Xiao Yuncong et Lü Liuliang (en), deux célèbres poètes et artistes chinois, lui ont rendu visite au cours des dernières années de sa vie, le premier en 1667 et le second en 1673. Il est mort dans la pauvreté à 90 ans, vers fin 1673 ou début 1674.

## Sculpture de sceaux

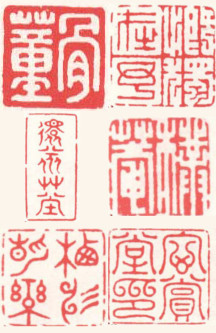
Exemples de sceaux sculptés par Hu Zhengyan.

Hu Zhengyan était un sculpteur de sceaux réputé, qui a créé des sceaux personnels pour de nombreux dignitaires et maîtrisait parfaitement le style petit sceau, soit le style d'écriture classique des sceaux depuis la dynastie Han. Il a suivi les cours de l'école de sculpture de Huizhou, qui fut fondée par son contemporain He Zhen. La calligraphie de Hu, bien qu'équilibrée et avec une structure compositionnelle claire, est un peu plus angulaire et rigide que les modèles classiques qu'il suit. À l'image du style de He Zhen, les sculpteurs de sceaux de l'école de Huizhou tentaient de donner à leurs créations un aspect ancien, comme altéré par les intempéries. Mais si Hu avait gardé de son passage par Huizou sa prédilection pour le style petit sceau, il n'avait pas pris l'habitude de vieillir artificiellement ses sceaux.
Le travail de Hu était connu en dehors de sa région. Ainsi, Zhou Lianggong, un poète qui vivait à Nankin à peu près à la même époque que Hu et connaissait bien l'art, a déclaré dans sa Biographie des sculpteurs de sceaux (Yinren Zhuan, chinois traditionnel : 印人傳) que Hu « creates miniature stone carvings with ancient seal inscriptions for travellers to fight over and treasure », ce qui implique que ses sculptures étaient populaires auprès des visiteurs et voyageurs passant par Nankin,.
En 1644, Hu prit sur lui de créer un nouveau sceau impérial pour l'empereur Hongguang, qu'il sculpta après une période de jeûne et de prière. Il présenta sa création avec un essai, la Grande Exhortation du Sceau (Dabao Zhen, chinois traditionnel : 大寶箴), dans lequel il déplorait la perte du sceau de l'empereur Chongzhen et suppliait le Ciel de lui accorder ses faveurs pour le restaurer. Hu craignait que son essai ne soit négligé parce qu'il ne l'avait pas écrit sous forme de couplets rimés (pianti, chinois traditionnel : 駢體), soit le style utilisé dans les Examens impériaux, mais sa soumission et le sceau lui-même furent néanmoins acceptés par la cour des Ming du Sud.

## Atelier des Dix Bambous

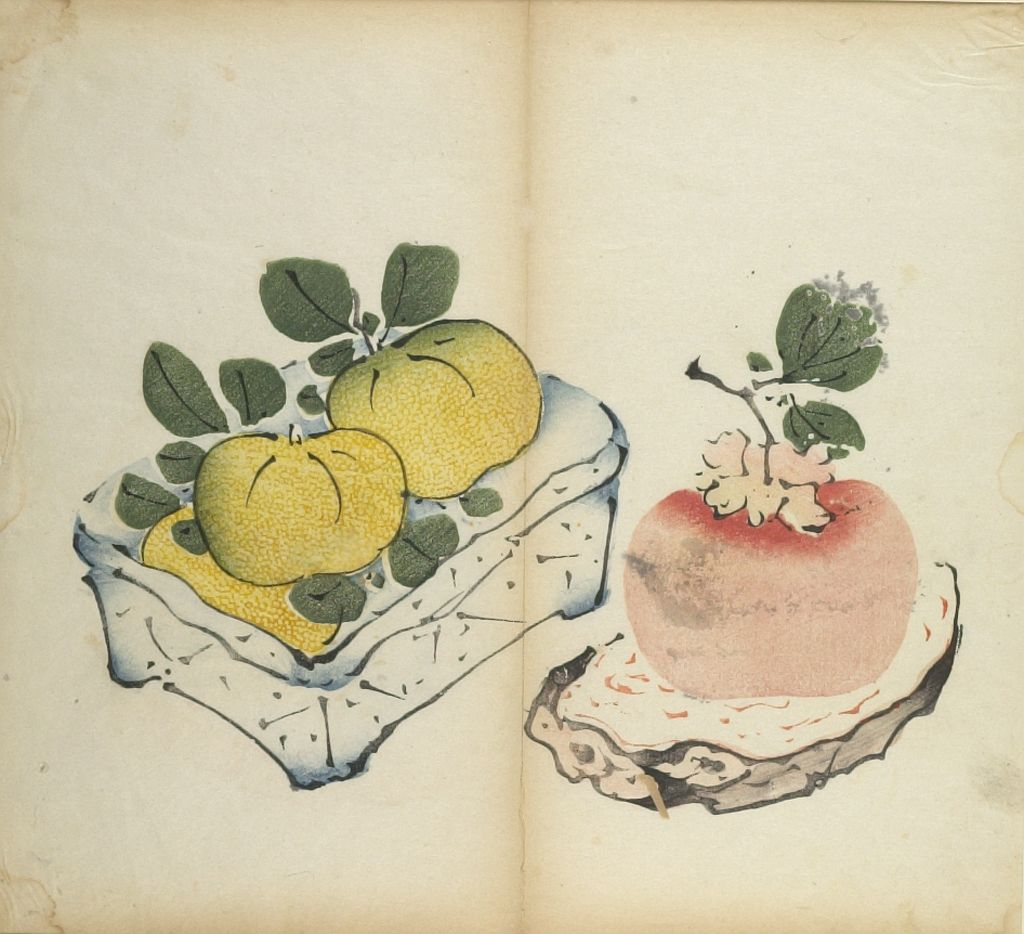
Fruits (Kaki et trois mandarines jaunes) tirés du Manuel de peinture et de calligraphie de l'Atelier des Dix Bambous, montrant le dégradé de couleurs obtenu grâce aux méthodes d'impression de Hu Zhengyan.

Malgré sa réputation d'artiste et de sculpteur de sceaux, Hu était avant tout un éditeur. Sa maison d'édition, l'Atelier des Dix Bambous, a produit des ouvrages de référence sur la calligraphie, la poésie et l'art, des manuels médicaux, des livres d'étymologie et de phonétique, ainsi que des exemplaires et des commentaires sur les classiques confucéens. Contrairement à d'autres éditeurs de la région, l'Atelier des Dix Bambous n'a pas publié d'œuvres de fiction narrative comme des pièces de théâtre ou des romans. Ce penchant pour l'académisme était probablement une conséquence de l'emplacement de l’atelier : la montagne sur laquelle Hu était installé se trouvait juste au nord de l'université de Nankin, qui constituait un marché captif pour les textes universitaires publiés par l'atelier. Entre 1627 et 1644, l'Atelier des Dix Bambous produisit plus de vingt livres imprimés de ce type, destinés à un public fortuné et amateur de littérature. Les premières publications de l’atelier furent des manuels médicaux, dont le premier, Prescriptions testées pour une myriade de maladies (Wanbing Yanfang, chinois traditionnel : 萬病驗方), fut publié en 1631 et fut assez populaire pour être réédité dix ans plus tard. Zhengxin, le frère de Hu qui était médecin, semble avoir été l'auteur de ces livres.

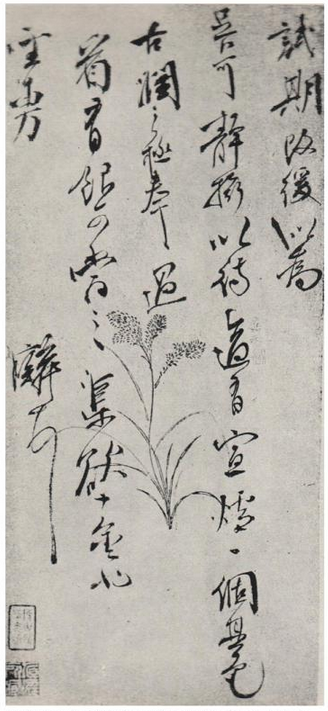
Lettre de Zou Zhilin, contemporain de Hu et loyaliste Ming, sur papier décoratif de l'atelier des Dix Bambous.

Au cours de la décennie 1630, l'Atelier des Dix Bambous produisit également des œuvres politiques glorifiant la dynastie Ming, parmi lesquelles l' Imperial Ming Record of Loyalty (Huang Ming Biaozhong Ji, chinois traditionnel : 皇明表忠紀), une biographie des fonctionnaires fidèles aux Ming, et les Édits impériaux des Ming (Huang Ming Zhaozhi, chinois traditionnel : 皇明詔制), une liste des proclamations impériales. Après la chute de la dynastie Ming, Hu a rebaptisé l'atelier la Salle enracinée dans le passé (Digutang, chinois traditionnel : 迪古堂) en signe de sa fidélité a la dynastie précédente, bien que le nom Dix Bambous ait continué à être apposé sur les productions de l'atelier. Malgré le retrait de Hu de la société après 1646, l'atelier continue de publier des œuvres pendant une bonne partie de la dynastie Qing, se concentrant pour la plupart sur les catalogues d'empreintes de sceaux mettant en valeur le travail de sculpture de Hu.
Sous la dynastie Ming, le processus d'impression en couleur avait connu des progrès considérables en Chine,. Dans son atelier, Hu Zhengyan a expérimenté différentes formes d'impression avec des blocs de bois, créant des procédés pour produire des impressions multicolores et des motifs imprimés en relief. C'est ainsi qu'il a pu produire quelques-unes des premières publications imprimées en couleur en Chine, en utilisant une technique de sérigraphie connue sous le nom de « sérigraphie assortie » (douban yinshua, chinois traditionnel : 饾板印刷),,. Ce système utilisait plusieurs blocs, chacun sculpté de manière à représenter une partie différente de l'image finale et portant chacun une couleur différente. Il s'agissait d'un processus long et minutieux, qui nécessitait trente à cinquante planches d'impression gravées et jusqu'à soixante-dix encrages et impressions pour créer une seule image. Hu a également employé une forme d'impression à blocs multiples voisine de la douban yinshua, appelée « impression par blocs » (taoban yinshua, chinois traditionnel : 套板印刷). Cette taoban existait depuis la période de la dynastie Yuan, quelque 200 ans plus tôt, mais elle n'était redevenue à la mode que depuis peu de temps à l'époque de Hu,,. Il a affiné ces techniques d'impression par blocs en mettant au point un procédé d'essuyage d'une partie de l'encre des blocs avant l'impression, ce qui lui a permis d'obtenir une gradation et une modulation des teintes qui n'étaient pas possibles auparavant.
Dans certaines images, Hu a utilisé une technique de gaufrage à l'aveugle appelée « motifs gaufrés » (gonghua, chinois traditionnel : 拱花) ou « blocs gaufrés » (gongban, chinois traditionnel : 拱板), en utilisant un bloc non encré et non imprimé pour tamponner les motifs sur papier. Il s'en servait pour créer des effets de relief blanc pour les nuages et pour les reflets sur l'eau ou les plantes. Il s'agissait d'un procédé relativement nouveau, inventé par Wu Faxiang, un éditeur contemporain de Hu, qui était également basé à Nankin. Wu avait utilisé cette technique pour la première fois dans son livre Papiers à lettres de l'Atelier Wisteria (Luoxuan Biangu Jianpu, chinois traditionnel : 蘿軒變古箋譜), publié en 1626,. Hu et Wu ont tous deux utilisé le gaufrage pour créer des papiers d'écriture décoratifs, dont la vente a fourni un revenu d'appoint à l'Atelier des Dix Bambous.

## Œuvres majeures

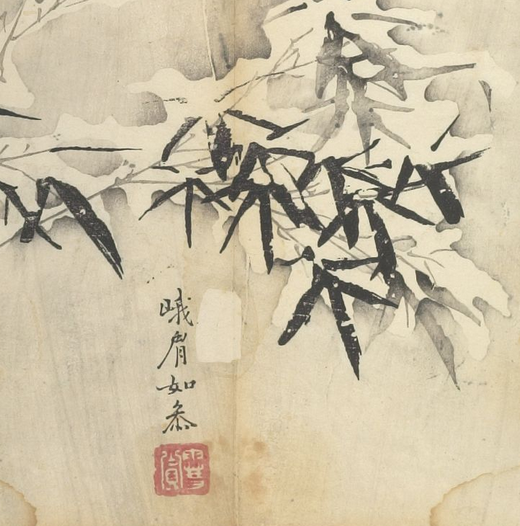
Bambou sous la neige tiré du Manuel de peinture et de calligraphie de l'Atelier des Dix Bambous.

L'œuvre la plus remarquable de Hu est le Manuel de peinture et de calligraphie de l'Atelier des Dix Bambous (Shizhuzhai Shuapu, chinois traditionnel : 十竹齋書畫譜), une anthologie d'environ 320 gravures d'une trentaine d'artistes différents, dont Hu lui-même, publiée en 1633. Il se compose de huit sections, couvrant la calligraphie, les bambous, les fleurs, les rochers, les oiseaux et les animaux, les fleurs de prunier, les orchidées et les fruits. Certaines de ces sections avaient déjà été publiées sous forme de volumes séparés. En plus d'une collection d'œuvres d'art, il s'agissait également d'un guide d'initiation artistique, avec des instructions sur la position correcte pour tenir un pinceau, les techniques à utiliser et plusieurs images destinées à être copiées par les débutants. Bien que ces instructions n'apparaissent que dans les sections sur les orchidées et le bambou, le livre demeure le premier exemple d'une approche catégorique et analytique de la peinture chinoise,. Dans ce livre, Hu a utilisé ses méthodes d'impression à blocs multiples pour obtenir des dégradés de couleurs dans les images, plutôt que des contours ou des chevauchements évidents. Le manuel est relié dans le style hudie zhuang (chinois traditionnel : 蝴蝶裝), c'est-à-dire que les feuilles des illustrations sont pliées en deux avant d’être reliées ensemble, afin que chacune occupe deux pages. Ce style de reliure permet au lecteur de poser le livre à plat afin de regarder une image particulière. En août 2015, la bibliothèque de l'université de Cambridge a publié un scan numérique complet du manuel, incluant tous les écrits et illustrations. Charles Aylmer, le directeur du département chinois de l'université de Cambridge, a déclaré : « La reliure est si fragile et le manuel si délicat que, avant sa numérisation, personne ne pouvait le consulter ni l'étudier - malgré son importance certaine pour les chercheurs. »
Ce volume a ensuite influencé l'impression couleur dans toute la Chine, où il a ouvert la voie au plus tardif, mais plus célèbre, Précis de peinture du Jardin du grain de moutarde, (Jieziyuan Huazhuan chinois traditionnel : 芥子園畫傳), ainsi qu'au Japon, où il a été reproduit et a préfiguré le développement dans les ukiyo-e de l'impression couleur par l'usage de planches de bois multiples, une technique appelée nishiki-e 錦絵 (),,. Le succès du manuel de l'Atelier des Dix Bambous fut tel qu'il a continué à être réimprimé jusque durant les dernières années de la dynastie Qing
Hu a également produit l'ouvrage Papiers à lettres de l'Atelier des Dix Bambous (Shizhuzhai Jianpu, chinois traditionnel : 十竹齋箋譜), une collection d'échantillons de papier, pour lesquels il a utilisé la technique de gaufrage gonghua afin de faire ressortir les illustrations en relief,,,. Bien qu'il s'agisse principalement d'un catalogue de papiers à lettres, il contient également des peintures de pierres, des personnages, des récipients rituels et autres sujets. Ce livre est relié dans le style dit « enveloppé » (baobei zhuang, chinois traditionnel : 包背裝), dans lequel les pages du folio sont pliées, empilées et cousues le long des bords ouverts. Publié à l'origine en 1644, il fut réédité en quatre volumes entre 1934 et 1941 par Zheng Zhenduo et Lu Xun, puis révisé et republié en 1952.

### Autres publications
Parmi les autres travaux produits par le studio de Hu, on peut citer une réimpression du manuel de calligraphie en style petit-sceau de Zhou Boqi, Les Six Styles de calligraphie, corrects et erronés (Liushu Zheng'e, chinois traditionnel : 六書正譌) et les Enquêtes nécessaires sur la calligraphie (Shufa Bi Ji, chinois traditionnel : 書法必稽), qui traite des erreurs courantes dans la manière de former les caractères. Avec son frère Zhengxin, Hu a édité une nouvelle édition des classiques confucéens, intitulée Textes standardisés des Quatre Livres, identifiés et corrigés (Sishu Dingben Bianzheng, chinois traditionnel : 四書定本辨正) (1640). Cette édition est conçue pour faciliter le premier contact avec les classiques, en donnant la formation et la prononciation correctes du texte. C'est une approche similaire qui a été adoptée avec L'Essentiel du Classique des mille caractères en six scripts (Qianwen Liushu Tongyao, chinois traditionnel : 千文六書統要) (1663), que Hu a compilé avec l'aide de son professeur de calligraphie, Li Deng. Ce livre a été publié après la mort de Li, en partie pour lui rendre hommage.
Les trois frères Hu ont travaillé ensemble sur un manuel d'initiation à la poésie de leur contemporain Ye Tingxiu, qui s'appelait simplement Discussion sur la poésie (Shi Tan, chinois traditionnel : 詩譚) (1635). Parmi les autres travaux de l’atelier sur la poésie, on trouve Principes utiles sur le fonctionnement subtil d'une sélection de poèmes Tang (Leixuan Tang Shi Zhudao Weiji, chinois traditionnel : 類選唐詩助道微機), qui est une compilation de plusieurs travaux sur la poésie comprenant des colophons rédigés par Hu Zhengyan lui-même.
Parmi les publications les plus obscures du studio on trouve un texte sur les dominos chinois (en) intitulé Paitong Fuyu (chinois traditionnel : 牌統浮玉), écrit sous un pseudonyme mais avec une préface de Hu Zhengyan.

## Galerie

Images issues du Manuel de peinture et de calligraphie de l'Atelier des Dix Bambous
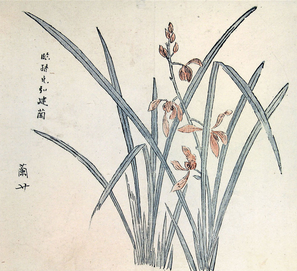
Orchidée
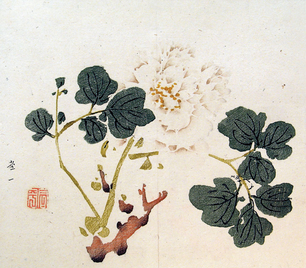
Chrysanthème
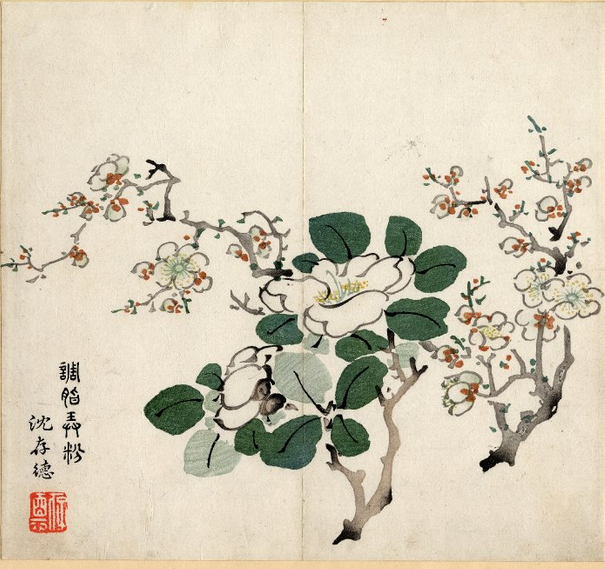
Fleurs de pommier
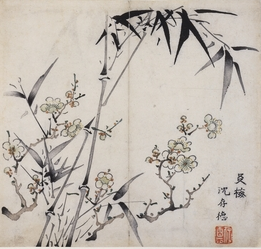
Fleurs de cerisiers et bambous
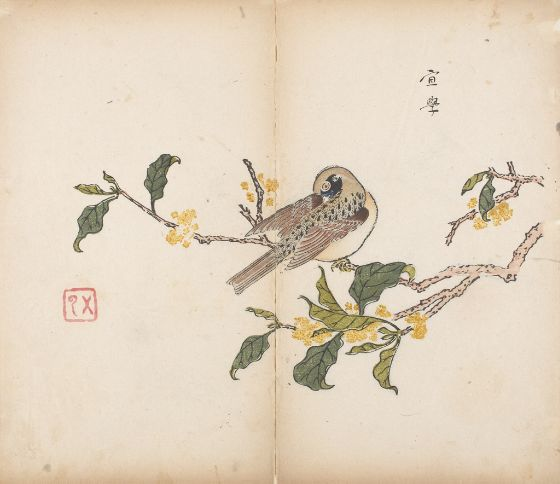
Oiseau sur une branche fleurie
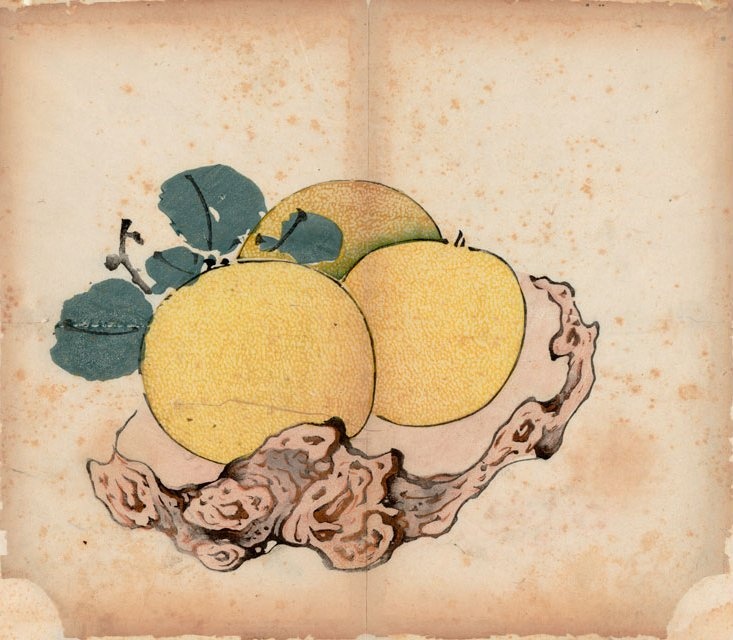
Trois oranges sur un support noueux
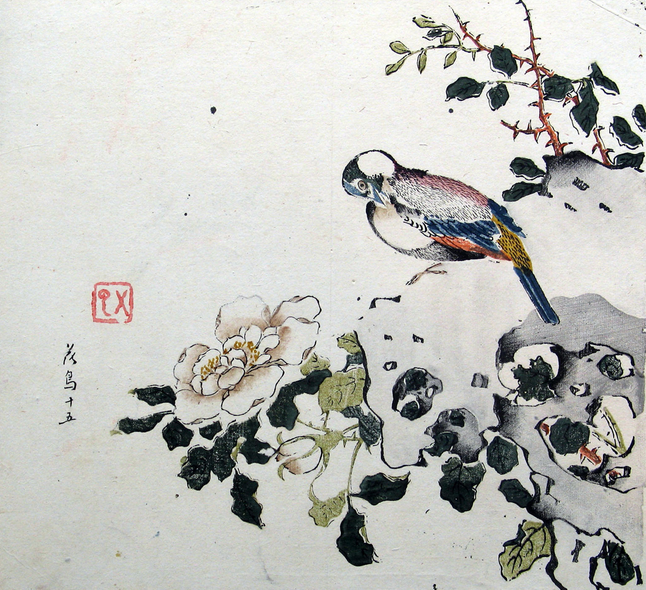
Oiseau sur une branche
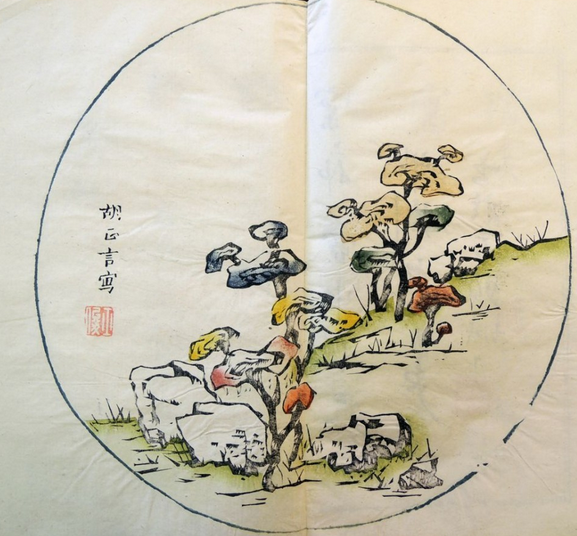
Champignons
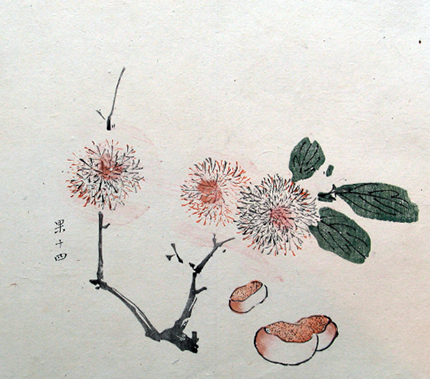
Châtaignes
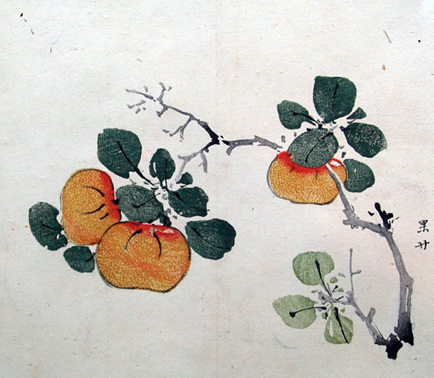
Mandarines
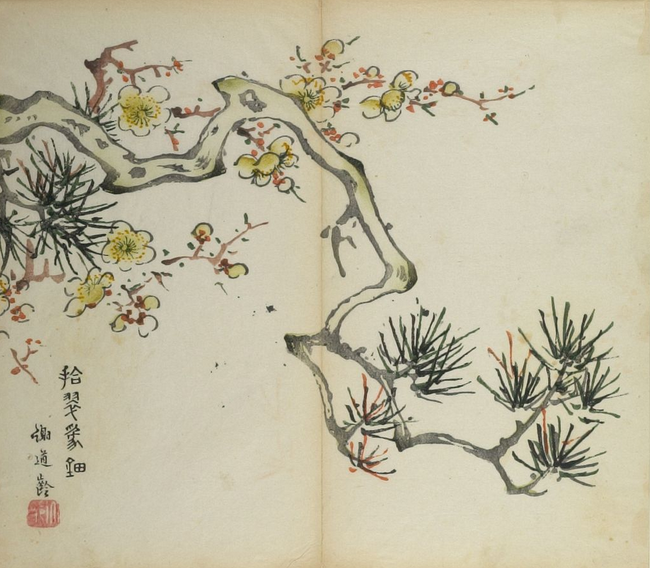
Fleurs de prunier et pin
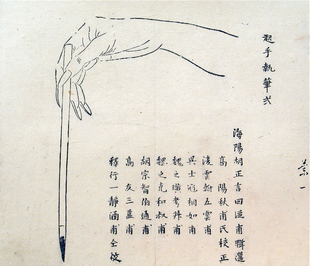
Diagramme représentant la position correcte pour tenir un pinceau